# Kohlstatt-Radweg
Der Kohlstatt-Radweg „B58“ ist ein ca. 19 Kilometer langer Radrundweg im Burgenland. Der Radweg führt durch den Naturpark Geschriebenstein-Írottkő.
Dieser wunderschöne aber beschwerliche Radweg beginnt in Weißenbachl mit einem ca. 2 Kilometer langen Anstieg nach Holzschlag. Von Holzschlag geht es dann über Unterkohlstätten nach Goberling weiter. Von Goberling geht es über einen Güterweg nach Glashütten bei Schlaining und von dort kommt man über einen weiteren Anstieg nach Oberkohlstätten, den höchsten Punkt (594 m Seehöhe) der Strecke, dort geht es wieder zurück zum Start der Strecke, nach Weißenbachl.

## Sehenswertes entlang der Strecke
- Bergbaumuseum in Goberling[2][3]
- Kohlenmeiler in Oberkohlstätten[4]
- Kalkofen in Unterkohlstätten[5]